# Saint-Étienne-de-Baïgorry
Saint-Étienne-de-Baïgorry is een gemeente in het Franse departement Pyrénées-Atlantiques (regio Nouvelle-Aquitaine). De plaats maakt deel uit van het arrondissement Bayonne. Saint-Étienne-de-Baïgorry telde op 1 januari 2022 1.540 inwoners.
De kerk van Saint-Étienne-de-Baïgorry werd gebouwd in de 11e eeuw en had lange tijd ook een defensieve functie. De kerk is binnenin rijk versierd en heeft de houten galerijen aan de zijkanten die typisch zijn voor de streek.

## Geografie
De oppervlakte van Saint-Étienne-de-Baïgorry bedroeg op 1 januari 2022 69,44 vierkante kilometer; de bevolkingsdichtheid was toen 22,2 inwoners per km². De gemeente ligt in de vallei van Aldudes.

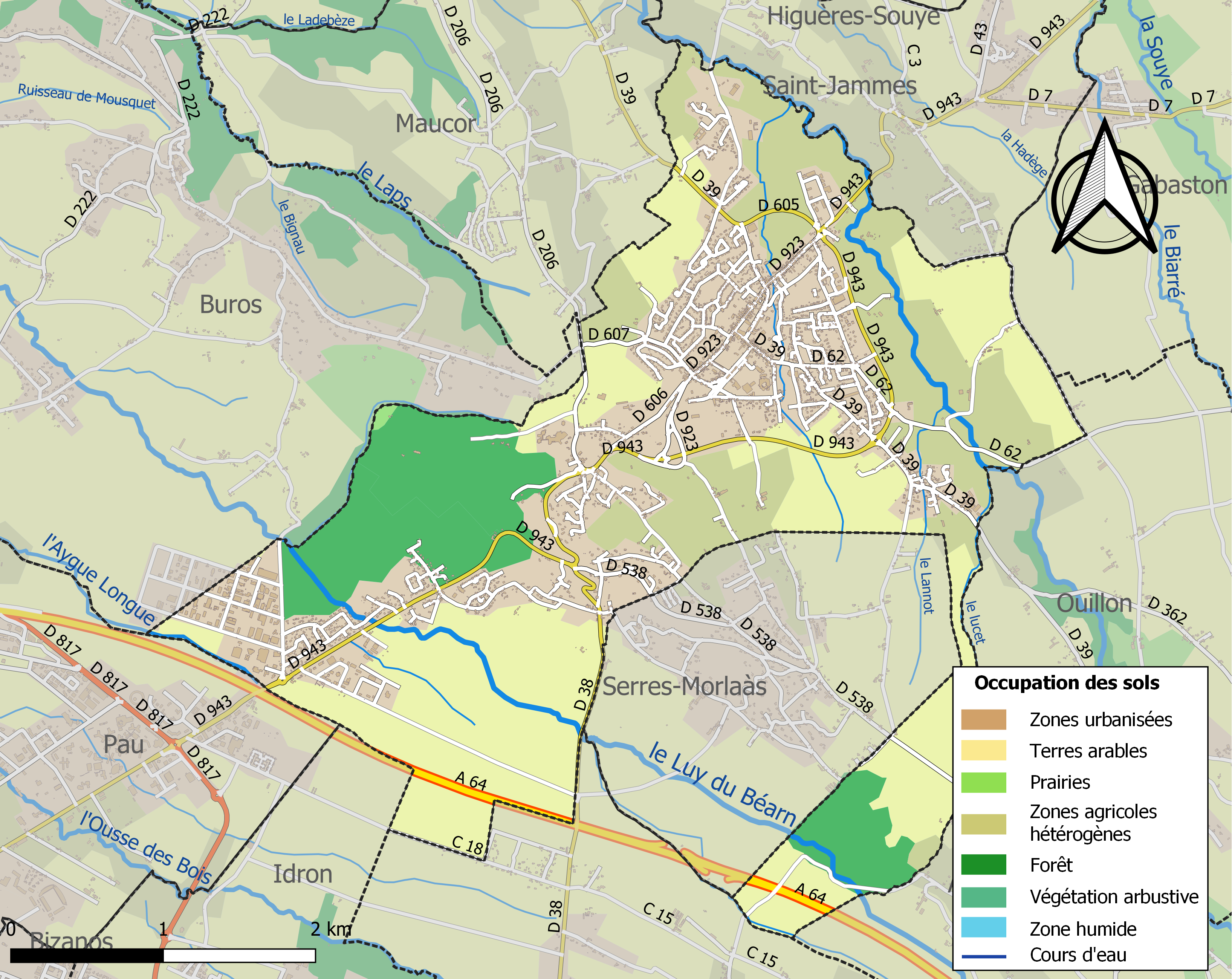
Kaart van de gemeente met belangrijkste infrastructuur, bodemgebruik en omliggende gemeenten

## Demografie
Onderstaande figuur toont het verloop van het inwonertal (bron: INSEE-tellingen).

## Afbeeldingen

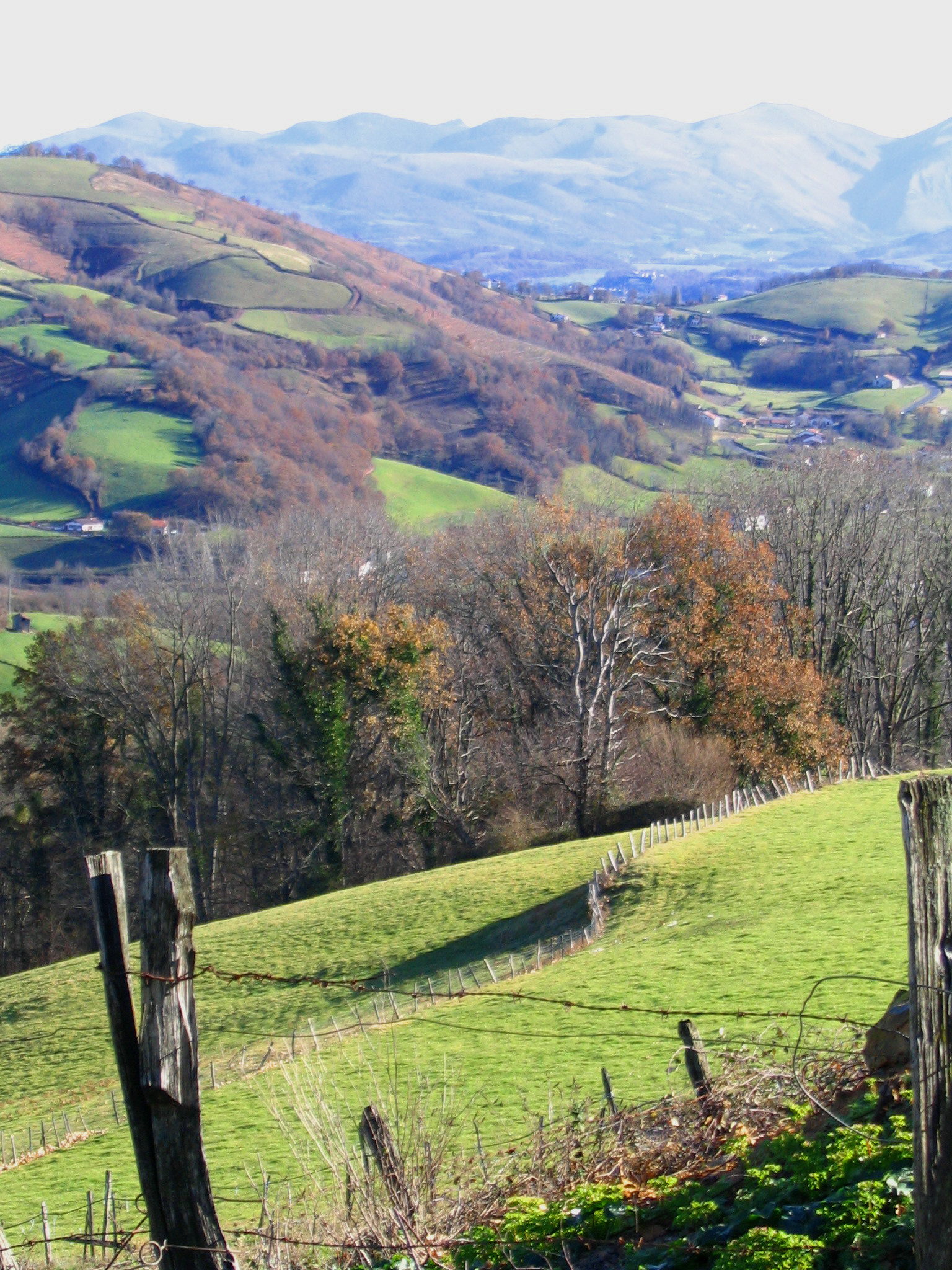
Beeld van de omgeving van Saint-Étienne-de-Baïgorry (2006)
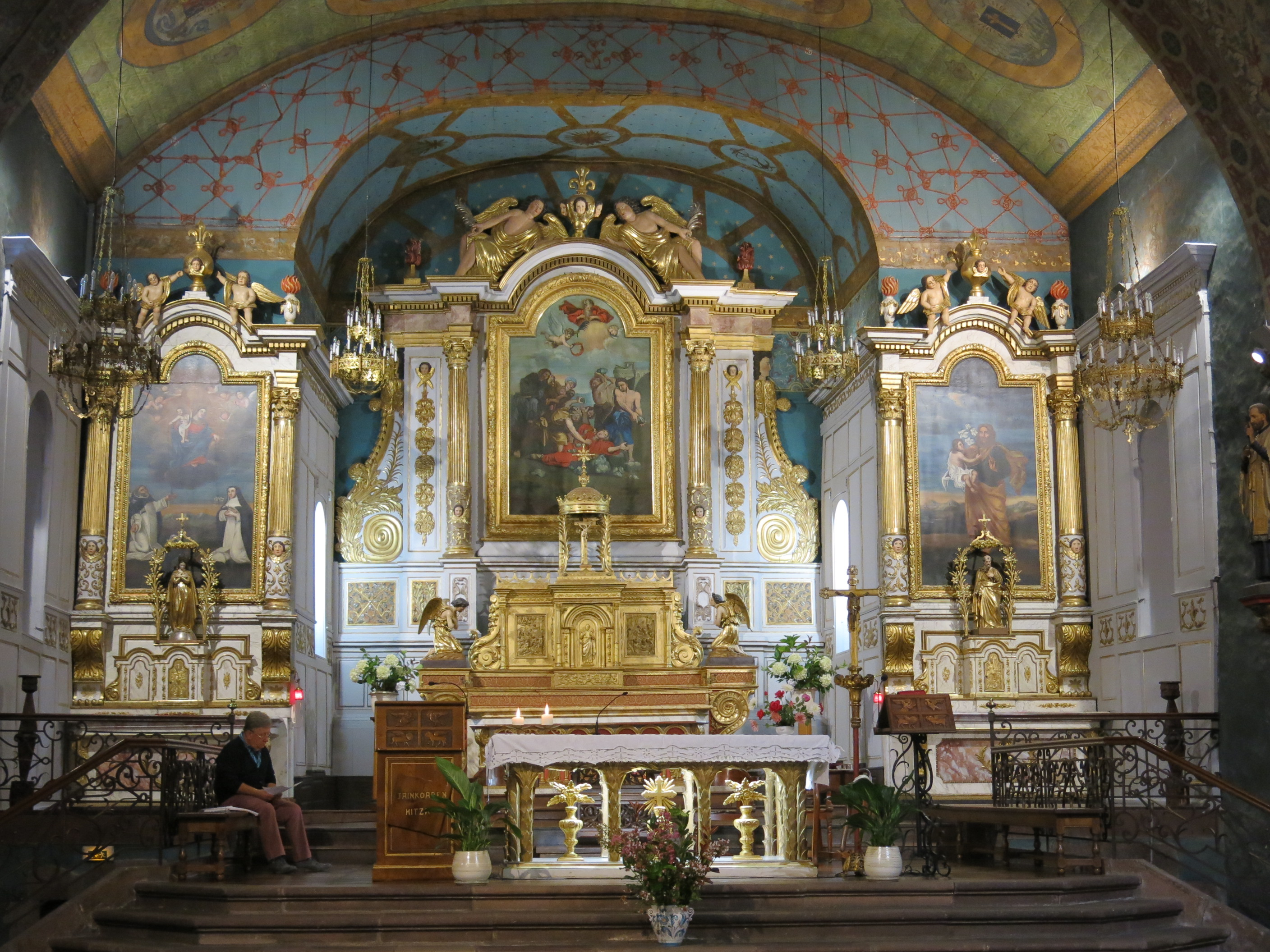
Église de Saint-Étienne-de-Baïgorry, interieur
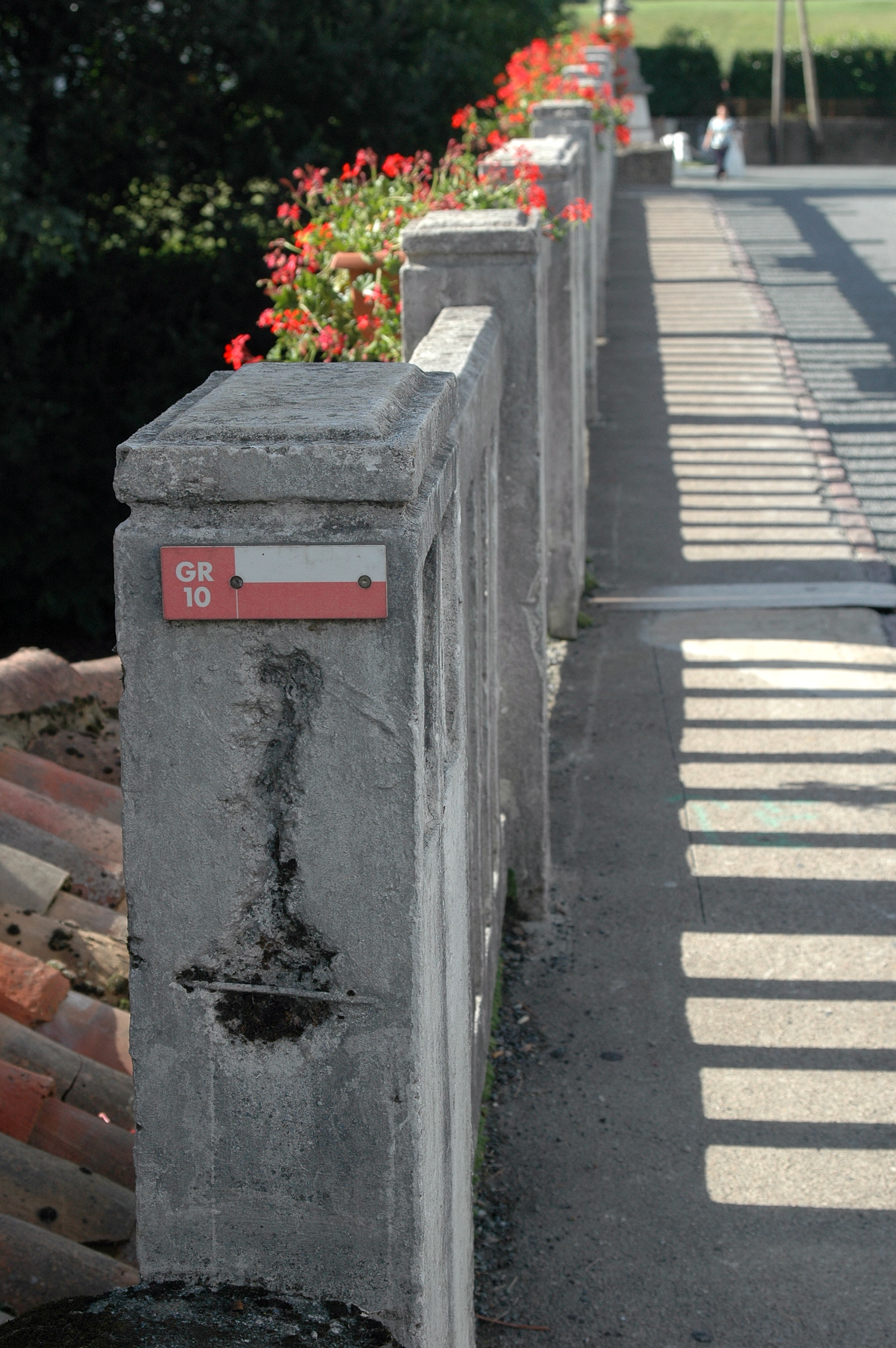
De GR10 steekt de Nive des Aldudes over
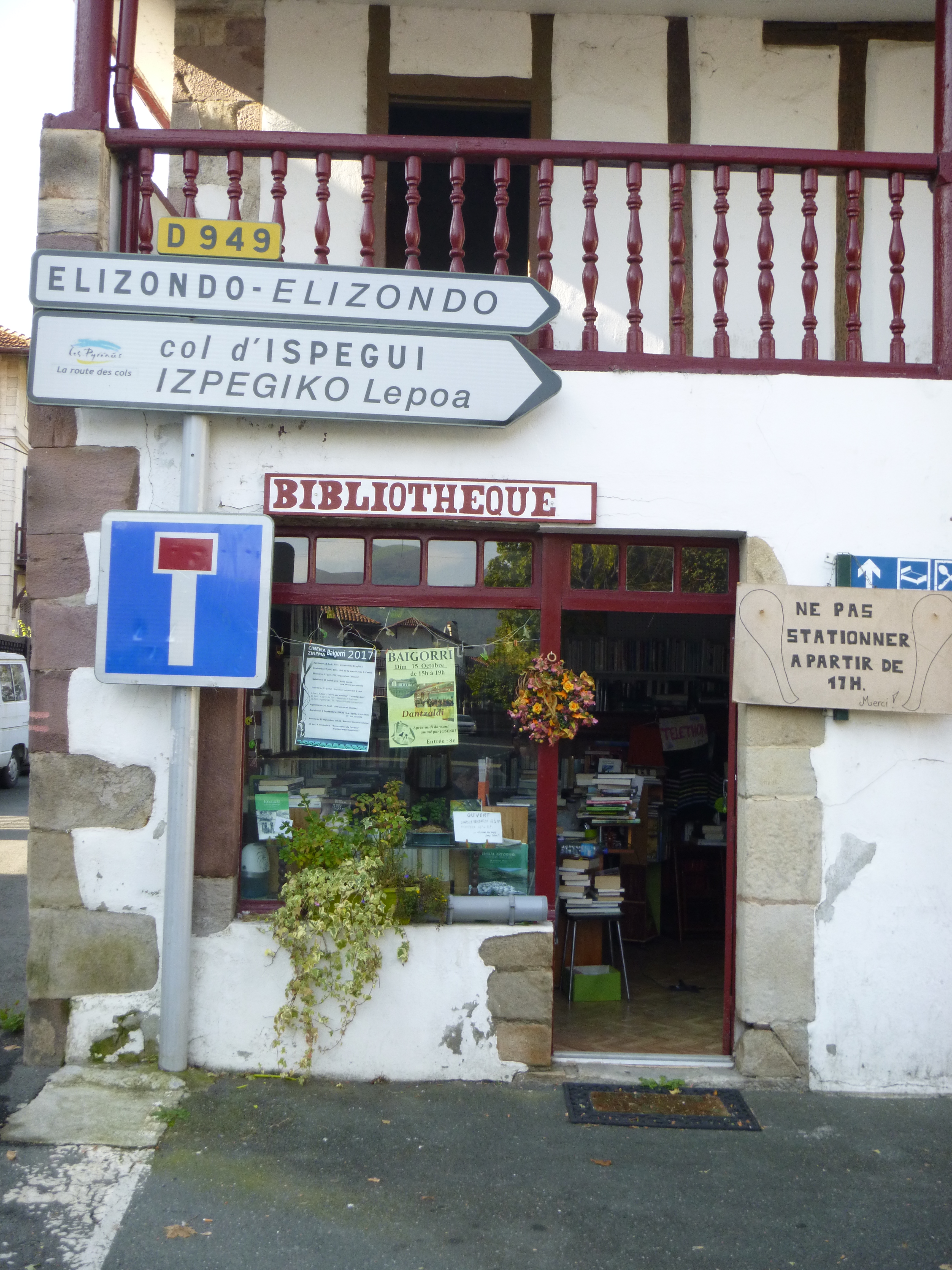
Bibliotheek